# Egejsko more
Egejsko more (grč. Aigaion, tur. Ege, mak. Belo more ("Бело море")) je dio Sredozemlja, a leži između Grčke i Turske. Preko Bospora, Mramornog mora i Dardanela povezano je s Crnim morem. Smatra se kolijevkom dvije velike antičke kulture, kretske i grčke. Kasnije su tim morem vladali Perzijanci, Rimljani, Bizantinci, Đenovljani i Mlečani, kao i Osmanlije. Danas Egejsko more dijele Grčka (veći dio) i Turska (manji dio).
Ime je izvedeno od Aigeusa, mitskog kralja Atene.
U antičko su vrijeme Egejski otoci (često drugo ime za Egejsko more) bili izvorište kulturnog razvoja i "predložak" za današnju demokraciju. Razvijalo se pomorstvo, trgovina i posredovalo se znanje. Međusobni utjecaji raznih kultura istočnog Sredozemlja bili su pogodovani zemljopisnim datostima.
Egejski otoci se mogu svrstati u sedam skupina:
- trakijska otočna skupina
- istočnoegejska otočna skupina
- sjeverni Sporadi
- Cikladski otoci
- Saronski otoci
- Dodekani ili južni Sporadi
- Kreta

## Poveznice
- Sredozemno more
- Mramorno more
- Zemljopis Grčke

## Vanjske poveznice
Sestrinski projekti
|  | Zajednički poslužitelj ima još gradiva o temi Egejsko more |